# Pratique de l'airsoft en France
Pour un article plus général, voir Airsoft.
Cet article concerne la pratique de l'airsoft en France.

## Législation
La loi n° 2012-304 du 6 mars 2012 et son décret d'application n° 2013-700 du 30 juillet 2013abrogé par le décret Décret n° 2014-1253 du 27 octobre 2014 (livre III, Titre 1er, Section 1 art.311-1), définissent les répliques d'airsoft comme des armes factices ou “objet ayant l'apparence d'une arme à feu susceptible d'expulser un projectile non métallique avec une énergie à la bouche inférieure à 2 joules”.
Le décret n° 99-240 du 24 mars 1999 interdit : “la mise en vente, la vente, la distribution à titre gratuit ou la mise à disposition à titre onéreux ou gratuit des objets neufs ou d'occasion ayant l'apparence d'une arme à feu, destinés à lancer des projectiles rigides, lorsqu'ils développent à la bouche une énergie supérieure à 0,08 joule et inférieure ou égale à 2 joules” aux personnes de moins de 18 ans.
De fait, toute forme de mise à disposition et d'usage de répliques d'airsoft déployant une énergie en sortie de bouche supérieure à 0.08 joule sont interdits aux moins de 18 ans. Aucune décharge ou autorisation parentale ne peut permettre de déroger aux dispositions réglementaires du décret de 1999. 

## Énergie des répliques
Le décret 99-240 réglemente la commercialisation en France des répliques d'armes et exprime l'énergie maximale de répliques, c'est le joule qui est la mesure légale (énergie développée en sortie de bouche). Le décret 99-240 concerne les répliques d'armes dont l'énergie est supérieure à 0,08 joule, et jusqu'à 2 joules. L'énergie de certaines répliques peuvent dépasser les 2 joules, elles sont donc qualifiées d'armes de catégories D au sens du droit français.
En France, les équipes et associations ont majoritairement et par convention adoptés le barème suivant en prenant pour référence une bille de 0,20 g : 107 m/s (1,14 joules) pour les répliques tirant en automatique et pour les répliques d'arme de poing, 125 m/s (1.56 joules) pour les répliques tirant en semi-automatiques bloqués mécaniquement et 141 m/s (2 joules, limite légale avant requalification en arme de catégorie D) pour les répliques de fusil de précision à réarmement manuel, gaz, CO2 et électrique.
Ce barème a été adopté par soin de mimétisme de la balistique des armes réelles et aussi par souci de l'intégrité physique des joueurs, en partant de l'hypothèse que plus une bille va vite, plus elle ira loin : un véritable fusil de précision a une portée supérieure à celle d'un fusil d'assaut, la vitesse en sortie de bouche d'une réplique de précision doit donc être supérieure à celle d'une réplique automatique pour mimer la réalité. Idem pour les armes et lanceurs de poing. 
Notons que ce barème varie d'une équipe à l'autre et qu'à l'heure actuelle (septembre 2012), aucune fédération sportive ou association à échelle nationale ne réglemente les énergies maximales à la bouche des différents types de réplique, mis à part la limitation légale des 2 joules.